# Osvaldo Reyes
Osvaldo Reyes,(Ciudad de Panamá, 16 de marzo de 1971) es un médico, investigador y escritor panameño, especializado en literatura negra-criminal. Es considerado el principal exponente del género negro en Panamá. 

## Biografía
Nació en la Ciudad de Panamá (1971) y estudió medicina en la Universidad de Panamá. Al graduarse, se especializó en Ginecología y Obstetricia en la Maternidad María Cantera de Remón del Hospital Santo Tomás, donde labora actualmente como Coordinador de Investigaciones. Es miembro del Sistema Nacional de Investigadores de Panamá y desde 2020 es el encargado de la cátedra de obstetricia de la Universidad de Panamá. 

## Literatura negra

### Antecedentes
A una joven edad entró en contacto con los libros de Enid Blyton, con lo que comenzó su interés con el género detectivesco. En la adolescencia empezó a leer los libros de Agatha Christie y nació su interés en escribir obras similares. Considera a la Dama del Crimen como su inspiración y la razón por la cual se atrevió a escribir su primer libro.

### Editorial Exedra
En 1998 escribió su primer libro El efecto Maquiavelo, pero no le consiguió editorial hasta 2011 cuando Editorial Exedra se interesó en el manuscrito. El éxito del libro, la historia de Carlo Mantovani un médico que, en su tiempo libre asesina embarazadas, disfrazando sus crímenes como muertes naturales, empezó toda una serie de publicaciones con la misma editorial hasta 2015, cuando Editorial Exedra cerró operaciones. 

### Post Exedra
En 2016, con el manuscrito de su siguiente obra El canto de las gaviotas, revisado, pero sin editorial que lo publicara, exploró el mundo de la autopublicación. El libro fue tan bien recibido por los lectores que se agotó a los cinco días de salir publicado. Esto le permitió explorar el mercado internacional y en 2017 publicó El cactus de madera
con Editorial Costa Rica y En los umbrales del Hades se reeditó en España como parte de la colección Orilla Negra de Ediciones del Serbal. En 2018 publicó con Ediciones PG de España una nueva versión de su primer libro El efecto Maquiavelo y en 2020 con Editorial LC Amarante la novela negra histórica Asesinato en Portobelo. Estos primeros esfuerzos le permitieron publicar varias de sus otras obras en España (Pena de muerte - Angels Fortune Editions; El canto de las gaviotas - Angels Fortune Editions; Sacrificio - Grupo Editorial Tierra Trivium), así como lanzar una tercera edición de su primer libro, El Efecto Maquiavelo, ahora bajo el sello Cosecha Negra Ediciones (2021). En el 2022 publicó El báculo y la serpiente con Click Ediciones, sello digital de la Editorial Planeta.   

## Premios y reconocimientos
Premios:  
1. Ganador del Primer Concurso de Narrativa Corta del Panama Horror Film Fest (Panamá - 2017); cuento: Gotas cayendo.
2. Ganador del concurso de microrrelatos de grupo editorial Tierra Trivium (España - 2019); cuento: Las ventajas de revisar el asiento trasero.
3. Ganador del X Concurso Internacional de relatos Bruma Negra (España - 2022); cuento: Persona non grata.
4. Ganador del Concurso de relatos Lloret Negre (España - 2022); cuento: Una receta de mejillones.

Reconocimientos:
1. Finalista del concurso Homenaje a los clásicos, organizado por Solo Novela Negra (España - 2021); cuento: La promesa.
2. Finalista del concurso de microrrelatos del festival Guadalajara en Negro (España - 2021); cuento: Las tres confesiones del padre Duarte.

## Obras publicadas

### Novelas
- El efecto Maquiavelo (2011).
- En los umbrales del Hades (2012).
- Pena de muerte (2013).
- La estaca en la cruz (2014).
- Sacrificio (2015).
- El canto de las gaviotas (2016).
- El cactus de madera (2017).
- Asesinato en Portobelo (2019).
- El experimento Maquiavelo (2020).
- El báculo y la serpiente (2022)
- Sotto voce (2023).

### Colecciones de cuentos
- Trece gotas de sangre (2014).
- Trece candidatos para un homicidio (2019).
- Trece crímenes a la panameña con patacones y café (2021).
- Trece maldiciones al anochecer (2024).